# Ding Zilin

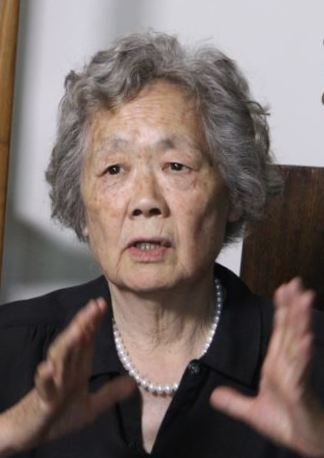
Ding Zilin, 2014

Ding Zilin (chinesisch 丁子霖, Pinyin Dīng Zǐlín; * 20. Dezember 1936 in Shanghai) ist eine chinesische Bürgerrechtsaktivistin und ehemalige Professorin der Chinesischen Volksuniversität für Philosophie. Sie ist die Mutter eines der Getöteten des Tian’anmen-Massakers (3. und 4. Juni 1989) und leitet seitdem die Aktivistengruppe Tian’anmen-Mütter.

## Leben und Wirken
Details aus dem Leben Ding Zilins und ihrer Familie sind nur im Kontext ihres Engagements um das Tian’anmen-Massaker bekannt.
Ding Zilins Sohn Jiang Jielin nahm im Alter von 17 Jahren an den Protesten der Demokratiebewegung in der Nacht auf den 4. Juni teil, obwohl er von seiner Mutter vor der Gefahr der gewaltsamen Räumung, die auch im Staatsfernsehen angekündigt worden war, gewarnt wurde. An Informationen über Jiangs direkte Todesumstände gelangte Ding Zilin lediglich über Aussagen von Klassenkameraden, die ebenfalls an der Kundgebung teilgenommen hatten: Laut ihnen wurde er durch ein Geschoss in die Brust tödlich verletzt. Er starb auf dem Weg ins Krankenhaus.
In der direkten Folge versuchte Ding mehrfach, insgesamt sechs Mal, Suizid zu begehen, allerdings betrachtet sie ihr Leben seit August 1989 als Versuch erneut aufzustehen:

„In August of 1989, I found a family that had suffered the same loss as me, a family that had lost a son like me. After that I found a second, a third and a fourth family. We got together and comforted and cared for each other. Afterwards, we began to search for other families with the same fate. In the process of searching, I realized it wasn't only myself, that it wasn't only my husband and me, my family, that had encountered loss. In the space of one month we found so many families who had lost a relative. In the last ten years, we have found more than 150 families like our own.“

„Im August 1989 fand ich eine Familie, die den gleichen Verlust wie ich erlitten hatte. Eine Familie, die ihren Sohn wie ich verloren hatte. Danach fand ich eine zweite, eine dritte und eine vierte Familie. Wir kamen zusammen und kümmerten uns umeinander. In der Folge begannen wir nach anderen Familien mit dem gleichen Schicksal zu suchen. Während der Suche erkannte ich, dass ich nicht alleine bin; es war nicht nur mein Ehemann und ich, meine Familie, die Verlust erlitten hatte. Über einen Zeitraum von einem Monat fanden wir auf diese Weise viele Familien, die einen Angehörigen verloren hatten. In den letzten zehn Jahren fanden wir mehr als 150 Familien, die wie unsere waren.“

Ihre persönlichen Forderungen an die Regierung der Volksrepublik China entsprechen denen der Tian'anmen-Mütter:
1. Eine unabhängige Untersuchung der Ereignisse vom 4. Juni 1989,
2. eine Erklärung an die Verwandten der Toten, wie diese gestorben sind; juristische Verfahren zum Tian-anmen-Massaker und gesetzmäßige Kompensationen für alle betroffenen Familien,
3. Gerichtsverfahren gegen die Verantwortlichen des Tian’anmen-Massakers.

Zusammen mit ihren Mitstreitern hatte Ding Zilin zwischen 1995 und 1998 sechs Petitionen an den Nationalen Volkskongress gesendet, zuletzt auch an den Staatspräsidenten.
Nach der Konfiszierung von Spendengeldern an Ding übermittelte sie dem lokalen Büro des Ministeriums für Öffentliche Sicherheit einen Protestbrief, später folgte auch Protest an die Landesebene.
Über ihren Sohn sagt sie:

„Some [...] people have consoled me by saying, "You are the mother of a hero." I don't think he's a hero. He was just trying to get a taste of involvement. He was just a normal, young, Chinese person. But history is fair. I think that in the long run history will bring justice.“

„Einige Leute haben mir kondoliert, indem sie sagten „Dein Sohn ist ein Held“. Ich glaube nicht, dass er ein Held ist. Er hat nur versucht den Geschmack von Mitbestimmung zu erreichen. Er war ein normaler, junger Chinese. Aber die Geschichte ist fair. Ich denke, dass auf lange Sicht die Geschichte Gerechtigkeit schaffen wird.“

## Repressionen
Ihr Engagement in Form der Tian’anmen-Mütter führte zu Aufmerksamkeit durch die internationale Presse, was wiederum zu staatlichen Repressionen führte:

„After the interview the government used a number of different measures to put pressure on my husband and me - they wouldn't let me go to class, wouldn't let me take on any research students, wouldn't let us publish anything domestically, expelled me from the party, and confiscated my husband's research. This developed to the point where they secretely detained us. I was detained for more than 40 days. Even after we were released, I was still forced to retire early.“

„Nach dem Interview [ mit ABC ] vollzog die Regierung eine Vielzahl unterschiedlicher Maßnahmen um Druck auf meinen Ehemann und mich auszuüben. Sie verhinderten, dass ich unterrichtete, verhinderten, dass ich Forschung mit Studenten betrieb und verhinderten, dass ich vor Ort irgendetwas veröffentlichte, schlossen mich [ aus der Kommunistischen Partei Chinas ] aus und beschlagnahmten die Forschung meines Ehemannes. Daraus folgte eine heimliche Inhaftierung. Ich war für mehr als 40 Tage in Haft. Als wir entlassen wurden, wurde ich gezwungen, in den Ruhestand zu treten.“

Im Zuge der Verleihung des Friedensnobelpreises an Liu Xiaobo 2010 wurde Ding, zusammen mit mehreren anderen Unterstützern und Fürsprechern für das Anliegen der Charta 08 – politische Reformen und Demokratisierung in China, von der örtlichen Polizei entführt und als Politischer Gefangener festgesetzt.
Vor dem 24. Jahrestag des Tian’anmen-Massakers prangerte Ding erneut die seit 1991 andauernde Observation an:

„Die Situation der „Tian’anmen-Mütter“ hat sich nicht wesentlich verändert. Egal wo ich hingehe, Festnetz, Mobiltelefon und Internet werden immer überwacht, abgehört und oft abgestellt. (…) Während des Totengedenktages werden einige Mitglieder der „Tian’anmen-Mütter“, die die Gräber ihrer (beim Massaker) Verstorbenen besuchen möchten, gezwungen, von der Polizei gefahren zu werden oder auf Schritt und Tritt verfolgt.“

Nachdem Ding mit mehreren Intellektuellen und Aktivisten aus verschiedenen Nationen zum 25. Jahrestag einen Aufruf in Form des Projektes june4commemoration.org veröffentlichte, wurde sie — zusammen mit 19 anderen Aktivisten — unter Hausarrest gestellt; 18 weitere Personen wurden inhaftiert, 10 Personen waren mehrere Tage verschwunden, 10 Personen wurden durch die Polizei zur Ausreise in entfernte Städte gezwungen.